# Паузаније
Паузаније (грч. Παυσανιας) био је македонски краљ који је владао 393. п. н. е.
Паузаније је био син краља Аеропа II. По очевој страни припадао је породици Линкестида, која је владала посебно на северозападу Македоније. Владао је само годину дана, а према Диодору убио га је Аминта II, унук Александра I, који је након тога заузео краљевску власт .
У хронологији владавине македонских краљева, Паузанија се понекад ставља после Аминта II на основу забуне у династичким таблицама Јевсевија Кесаријског, који их је саставио у 4. веку из дела грчких историчара и, нарочито, дела Диодора. Извор забуне су честа промена македонских владара тог доба, штури подаци из саме Македоније, који су запали у међусобне борбе за престо, као и име Аминта, које је истовремено носило неколико представника династије Аргијада.